# Збірна Білорусі з футболу
Збі́рна Білору́сі з футбо́лу (біл. Зборная Беларусі па футболе) — національна збірна команда Білорусі з футболу, яка керується Білоруською федерацією футболу та представляє країну на міжнародному рівні.
Станом на 3 квітня 2025 посідає 98-e місце у рейтингу футбольних збірних світу.

## Історія
Збірна Білорусі жодного разу не проходила кваліфікаційний етап чемпіонату світу та чемпіонату Європи.
Через припинення авіасполучення Білорусі з країнами ЄС та Україною, яке сталося внаслідок перехоплення Білоруссю літака з Романом Протасевичем 23 травня 2021 року, збірна Білорусі була вимушена проводити домашні матчі за кордоном. Домашньою ареною команди став Центральний стадіон у російській Казані.
3 березня 2022 року через участь Білорусі у російському вторгненні в Україну УЄФА зобов'язала білоруські команди проводити домашні ігри на нейтральному полі та без глядачів. Збірна Білорусі стала грати домашні матчі в Сербії та Угорщині.

## Міжнародні турніри

### Чемпіонат світу
- 1930—1994 — не брала участі
- 1998—2022 — не пройшла кваліфікацію

### Чемпіонат Європи
- 1960—1992 — не брала участі
- 1996—2024 — не пройшла кваліфікацію

## Матчі після початку повномасштабного вторгнення в Україну

### Товариські матчі
| 26 березня 2022 Товариський матч |

| Індія | 0:3      | Білорусь |
| ----- | -------- | -------- |
|       | Протокол |          |

| Мадінат Іса ( Бахрейн) Глядачів: 920 Арбітр: Алі Хасан Алсамахеї ( ОАЕ) |

| 29 березня 2022 Товариський матч |

| Бахрейн | 0:1      | Білорусь |
| ------- | -------- | -------- |
|         | Протокол |          |

| Мухаррак (Бахрейн) Арбітр: Ісмаель Хабіб Алі Ісмаель (Бахрейн) |

| 17 листопада 2022 Товариський матч |

| Сирія | 0:1      | Білорусь |
| ----- | -------- | -------- |
|       | Протокол |          |

| Дубай ( ОАЕ) Глядачів: 710 Арбітр: Ях’я Мохаммед Аль-Мулла ( ОАЕ) |

| 20 листопада 2022 Товариський матч |

| Оман | 2:0      | Білорусь |
| ---- | -------- | -------- |
|      | Протокол |          |

| Аль-Айн ( ОАЕ) Глядачів: 150 Арбітр: Адель Аль Накбі ( ОАЕ) |

| 21 березня 2024 Товариський матч |

| Білорусь | 0:2      | Чорногорія |
| -------- | -------- | ---------- |
|          | Протокол |            |

| Анталія ( Туреччина) Глядачів: 0 Арбітр: Кадір Саглам ( Туреччина) |

| 26 березня 2024 Товариський матч |

| Мальта | 0:0      | Білорусь |
| ------ | -------- | -------- |
|        | Протокол |          |

| Та-Калі (Мальта) Глядачів: 2129 Арбітр: Мартін Дохал ( Словаччина) |

| 8 червня 2024 Товариський матч |

| Білорусь | 0:4      | Росія |
| -------- | -------- | ----- |
|          | Протокол |       |

| Мінськ (Білорусь) Глядачів: 21 483 Арбітр: Рустам Омаров ( Казахстан) |

| 11 червня 2024 Товариський матч |

| Білорусь | 0:4      | Ізраїль |
| -------- | -------- | ------- |
|          | Протокол |         |

| Будапешт ( Угорщина) Глядачів: 0 Арбітр: Тамаш Богнар ( Угорщина) |

| 20 березня 2025 Товариський матч |

| Таджикистан | 0:5      | Білорусь |
| ----------- | -------- | -------- |
|             | Протокол |          |

| Душанбе (Таджикистан) Глядачів: 6300 Арбітр: Рустам Лутфуллін ( Узбекистан) |

| 25 березня 2025 Товариський матч |

| Азербайджан | 0:2      | Білорусь |
| ----------- | -------- | -------- |
|             | Протокол |          |

| Баку (Азербайджан) Глядачів: 2452 Арбітр: Алеко Апциаурі ( Грузія) |

| 5 червня 2025 Товариський матч |

| Білорусь | 4:1      | Казахстан |
| -------- | -------- | --------- |
|          | Протокол |           |

| Борисов (Білорусь) Глядачів: 4443 Арбітр: Сергій Карасьов ( Росія) |

| 10 червня 2025 Товариський матч |

| Білорусь | 1:4      | Росія |
| -------- | -------- | ----- |
|          | Протокол |       |

| Мінськ (Білорусь) Глядачів: 27 314 Арбітр: Саят Карабаєв ( Казахстан) |

### Офіційні матчі
| 3 червня 2022 ЛН 2022/23 (Ліга C) |

| Білорусь | 0:1      | Словаччина |
| -------- | -------- | ---------- |
|          | Протокол |            |

| Новий Сад ( Сербія) Глядачів: 0 |

| 6 червня 2022 ЛН 2022/23 (Ліга C) |

| Білорусь | 0:0      | Азербайджан |
| -------- | -------- | ----------- |
|          | Протокол |             |

| Новий Сад ( Сербія) Глядачів: 0 |

| 10 червня 2022 ЛН 2022/23 (Ліга C) |

| Білорусь | 1:1      | Казахстан |
| -------- | -------- | --------- |
|          | Протокол |           |

| Новий Сад ( Сербія) Глядачів: 0 |

| 13 червня 2022 ЛН 2022/23 (Ліга C) |

| Азербайджан | 2:0      | Білорусь |
| ----------- | -------- | -------- |
|             | Протокол |          |

| Мардакан (Азербайджан) Глядачів: 2330 |

| 22 вересня 2022 ЛН 2022/23 (Ліга C) |

| Казахстан | 2:1      | Білорусь |
| --------- | -------- | -------- |
|           | Протокол |          |

| Астана (Казахстан) Глядачів: 29 637 |

| 25 вересня 2022 ЛН 2022/23 (Ліга C) |

| Словаччина | 1:1      | Білорусь |
| ---------- | -------- | -------- |
|            | Протокол |          |

| Бачка-Топола ( Сербія) Глядачів: 524 |

| 25 березня 2023 Відбір ЧЄ 2024 |

| Білорусь | 0:5      | Швейцарія |
| -------- | -------- | --------- |
|          | Протокол |           |

| Новий Сад ( Сербія) Глядачів: 0 |

| 28 березня 2023 Відбір ЧЄ 2024 |

| Румунія | 2:1      | Білорусь |
| ------- | -------- | -------- |
|         | Протокол |          |

| Бухарест (Румунія) Глядачів: 27 837 |

| 16 червня 2023 Відбір ЧЄ 2024 |

| Білорусь | 1:2      | Ізраїль |
| -------- | -------- | ------- |
|          | Протокол |         |

| Будапешт ( Угорщина) Глядачів: 0 |

| 19 червня 2023 Відбір ЧЄ 2024 |

| Білорусь | 2:1      | Косово |
| -------- | -------- | ------ |
|          | Протокол |        |

| Будапешт ( Угорщина) Глядачів: 0 |

| 9 вересня 2023 Відбір ЧЄ 2024 |

| Андорра | 0:0      | Білорусь |
| ------- | -------- | -------- |
|         | Протокол |          |

| Андорра-ла-Велья (Андорра) Глядачів: 1026 |

| 12 вересня 2023 Відбір ЧЄ 2024 |

| Ізраїль | 1:0      | Білорусь |
| ------- | -------- | -------- |
|         | Протокол |          |

| Тель-Авів (Ізраїль) Глядачів: 28 435 |

| 12 жовтня 2023 Відбір ЧЄ 2024 |

| Білорусь | 0:0      | Румунія |
| -------- | -------- | ------- |
|          | Протокол |         |

| Будапешт ( Угорщина) Глядачів: 0 |

| 15 жовтня 2023 Відбір ЧЄ 2024 |

| Швейцарія | 3:3      | Білорусь |
| --------- | -------- | -------- |
|           | Протокол |          |

| Санкт-Галлен (Швейцарія) Глядачів: 17 000 |

| 18 листопада 2023 Відбір ЧЄ 2024 |

| Білорусь | 1:0      | Андорра |
| -------- | -------- | ------- |
|          | Протокол |         |

| Будапешт ( Угорщина) Глядачів: 0 |

| 21 листопада 2023 Відбір ЧЄ 2024 |

| Косово | 0:1      | Білорусь |
| ------ | -------- | -------- |
|        | Протокол |          |

| Приштина (Косово) Глядачів: 5026 |

| 5 вересня 2024 ЛН 2024/25 (Ліга С) |

| Білорусь | 0:0      | Болгарія |
| -------- | -------- | -------- |
|          | Протокол |          |

| Залаегерсег ( Угорщина) Глядачів: 0 |

| 8 вересня 2024 ЛН 2024/25 (Ліга С) |

| Люксембург | 0:1      | Білорусь |
| ---------- | -------- | -------- |
|            | Протокол |          |

| Люксембург (Люксембург) Глядачів: 6820 |

| 12 жовтня 2024 ЛН 2024/25 (Ліга С) |

| Білорусь | 0:0      | Північна Ірландія |
| -------- | -------- | ----------------- |
|          | Протокол |                   |

| Залаегерсег ( Угорщина) Глядачів: 0 |

| 15 жовтня 2024 ЛН 2024/25 (Ліга С) |

| Білорусь | 1:1      | Люксембург |
| -------- | -------- | ---------- |
|          | Протокол |            |

| Залаегерсег ( Угорщина) Глядачів: 0 |

| 15 листопада 2024 ЛН 2024/25 (Ліга С) |

| Північна Ірландія | 2:0      | Білорусь |
| ----------------- | -------- | -------- |
|                   | Протокол |          |

| Белфаст (Північна Ірландія) Глядачів: 18 044 |

| 18 листопада 2024 ЛН 2024/25 (Ліга С) |

| Болгарія | 1:1      | Білорусь |
| -------- | -------- | -------- |
|          | Протокол |          |

| Пловдив (Болгарія) Глядачів: 2200 |

## Матчі зізбірною України
| Дата            | Статус                         | Господар | Рахунок | Гість    | Місце проведення (к-ть глядачів) | Голи                                                                       |
| --------------- | ------------------------------ | -------- | ------- | -------- | -------------------------------- | -------------------------------------------------------------------------- |
| 28 жовтня 1992  | товариський                    | Білорусь | 1:1     | Україна  | Динамо (Мінськ) (10 тис.)        | Гоцманов (49) — Максимов (78)                                              |
| 25 травня 1994  | товариський                    | Україна  | 3:1     | Білорусь | НСК Олімпійський (12 тис.)       | Леоненко (62), Беженар (65), Михайленко (82)                               |
| 25 березня 2001 | відбір на ЧС-2002              | Україна  | 0:0     | Білорусь | НСК Олімпійський (75 тис.)       |                                                                            |
| 1 вересня 2001  | відбір на ЧС-2002              | Білорусь | 0:2     | Україна  | Динамо (Мінськ) (37 тис.)        | Шевченко (45, 57)                                                          |
| 19 травня 2002  | міжнародний турнір LG-CUP 2002 | Білорусь | 2:0     | Україна  | Динамо (Москва) (5 тис.)         | Белькевич (48), О. Глєб (63)                                               |
| 6 вересня 2008  | відбір на ЧС-2010              | Україна  | 1:0     | Білорусь | Україна (Львів) (25 тис.)        | Шевченко (90+5)                                                            |
| 9 вересня 2009  | відбір на ЧС-2010              | Білорусь | 0:0     | Україна  | Динамо (Мінськ) (27 тис.)        |                                                                            |
| 9 жовтня 2014   | відбір на ЧЄ-2016              | Білорусь | 0:2     | Україна  | Борисов-Арена (10 тис.)          | Мартинович (82, а/г), Сидорчук (90+3)                                      |
| 5 вересня 2015  | відбір на ЧЄ-2016              | Україна  | 3:1     | Білорусь | Арена Львів (32 тис.)            | Кравець (7), Ярмоленко (30), Коноплянка (40, пен.) — Корніленко (62, пен.) |

## Гравці-рекордсмени

### З найбільшою кількістю ігор
| #  | Ім'я                 | Період виступів | Ігри | Голи |
| -- | -------------------- | --------------- | ---- | ---- |
| 1  | Олександр Кульчий    | 1996—2012       | 102  | 5    |
| 2  | Олександр Глєб       | 2001—2019       | 81   | 7    |
| 3  | Сергій Гуренко       | 1994—2006       | 80   | 3    |
| 4  | Сергій Корніленко    | 2003—2016       | 78   | 17   |
| 5  | Тимофій Калачов      | 2004—2016       | 76   | 10   |
| 6  | Олександр Мартинович | 2009—2020       | 75   | 2    |
| 7  | Сергій Омелянчук     | 2002—2011       | 74   | 1    |
| 7  | Сергій Кисляк        | 2009—2021       | 74   | 9    |
| 9  | Сергій Штанюк        | 1995—2007       | 71   | 3    |
| 10 | Станіслав Драгун     | 2011—2020       | 68   | 11   |

### Найкращі бомбардири
| #  | Ім'я               | Період виступів | Голи (ігри) |
| -- | ------------------ | --------------- | ----------- |
| 1  | Максим Ромащенко   | 1998—2008       | 20 (64)     |
| 2  | Сергій Корніленко  | 2003—2016       | 17 (78)     |
| 3  | Віталій Кутузов    | 2002—2011       | 13 (52)     |
| 4  | В'ячеслав Глєб     | 2004—2011       | 12 (45)     |
| 5  | Станіслав Драгун   | 2011—2020       | 11 (68)     |
| 6  | Роман Василюк      | 2000—2008       | 10 (24)     |
| 7  | Віталій Родіонов   | 2007—2017       | 10 (48)     |
| 7  | Валентин Белькевич | 1992—2005       | 10 (56)     |
| 7  | Тимофій Калачов    | 2004—2016       | 10 (76)     |
| 10 | Сергій Кисляк      | 2009—2021       | 9 (74)      |

## Екіпірування
| Виробник форми | Період    |
| -------------- | --------- |
| Puma           | 1997      |
| Umbro          | 2002—2004 |
| Puma           | 2004—2012 |
| Adidas         | 2012—2018 |
| Macron         | 2018—2022 |
| Erreà          | з 2022    |

## Позначки
1. ↑  Через участь Білорусі в російському вторгненні в Україну уряд Словаччини не дозволив збірній Білорусі потрапити на територію країни. В результаті матч було перенесено на нейтральне поле.